# 德诺河
德诺河（俄語：Река Дно）是萨哈林州乌格列戈尔斯克区的河流，由东向西流，长6.9公里，流域面积17.2平方公里，注入普罗托奇诺耶湖。

## 引用
1. ↑  М·Г·瓦西科夫斯基. . 列宁格勒: 气象出版社. 1973 （俄语）.
2. ↑  . 国家水登记处.   [2023-10-29]. （原始内容存档于2016-03-05） （俄语）.